# Champvans (Haute-Saône)
Champvans település Franciaországban, Haute-Saône megyében. Lakosainak száma 174 fő (2022. január 1.). Champvans Gray, Apremont, Esmoulins, Noiron és Le Tremblois községekkel határos.

## Népesség
A település népességének változása:
| Lakosok száma | 211  | 192  | 185  | 180  | 179  | 176  | 176  | 175  | 174  |
|               | 2013 | 2015 | 2016 | 2017 | 2018 | 2019 | 2020 | 2021 | 2022 |